# Pelidnota centroamericana
Pelidnota centroamericana är en skalbaggsart som beskrevs av Ohaus 1913. Pelidnota centroamericana ingår i släktet Pelidnota och familjen Rutelidae. Inga underarter finns listade i Catalogue of Life.